# Stadtkirche Stavenhagen

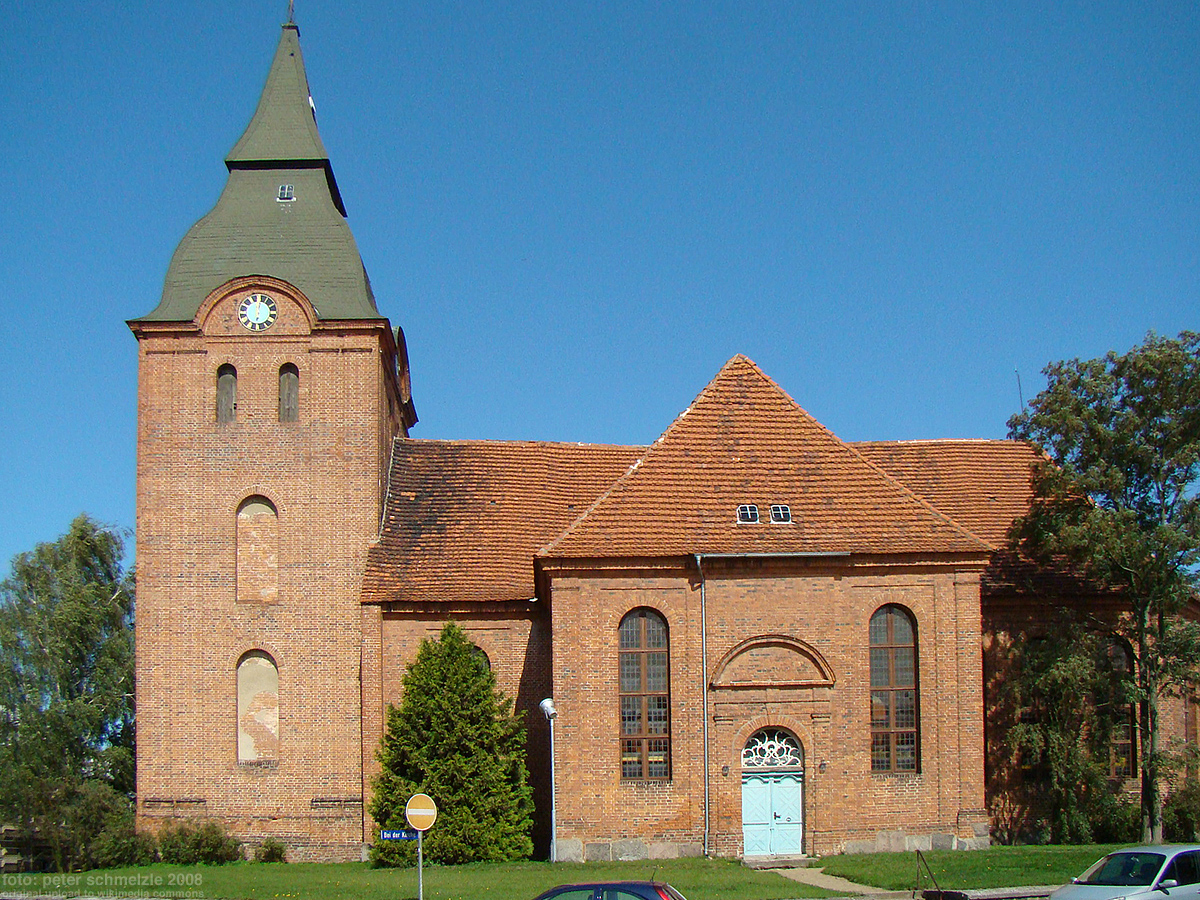
Stadtkirche in Stavenhagen

Die Stadtkirche in Stavenhagen im Landkreis Mecklenburgische Seenplatte in Mecklenburg-Vorpommern wurde 1782 erbaut. Sie gehört zur Kirchengemeinde Stavenhagen in der Propstei Neustrelitz, Kirchenkreis Mecklenburg der Evangelisch-Lutherischen Kirche in Norddeutschland.

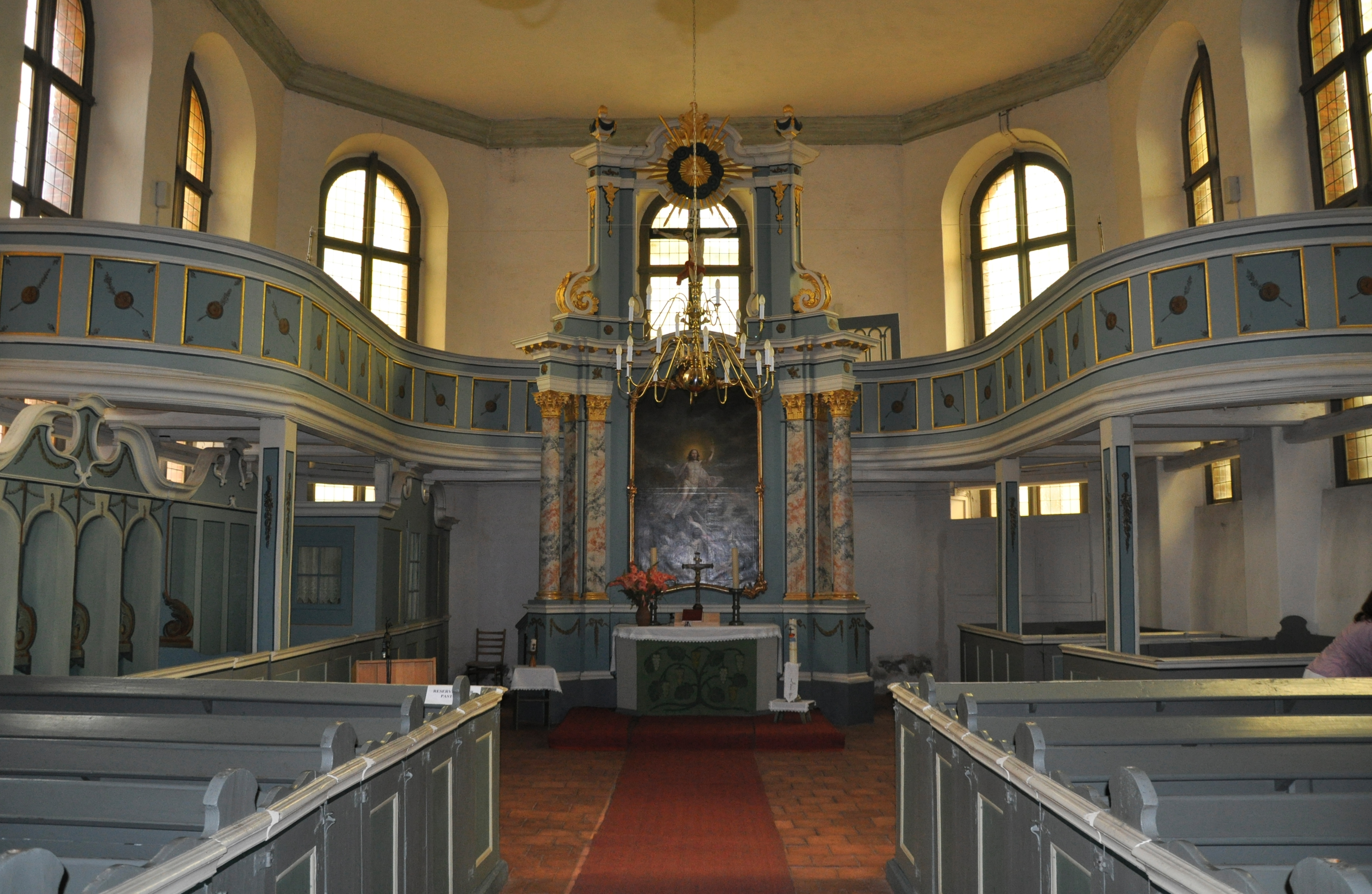
Innenansicht

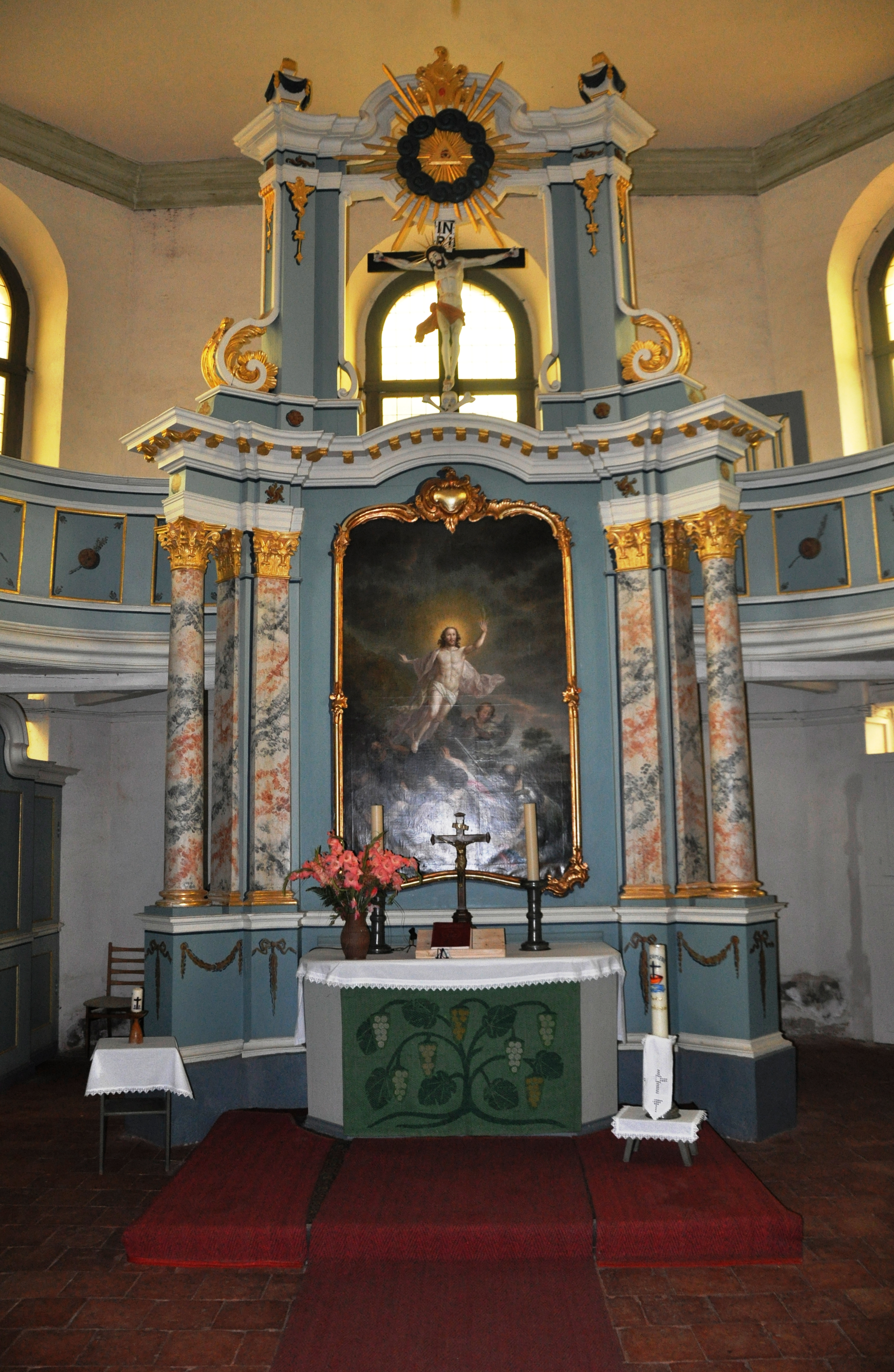
Altar

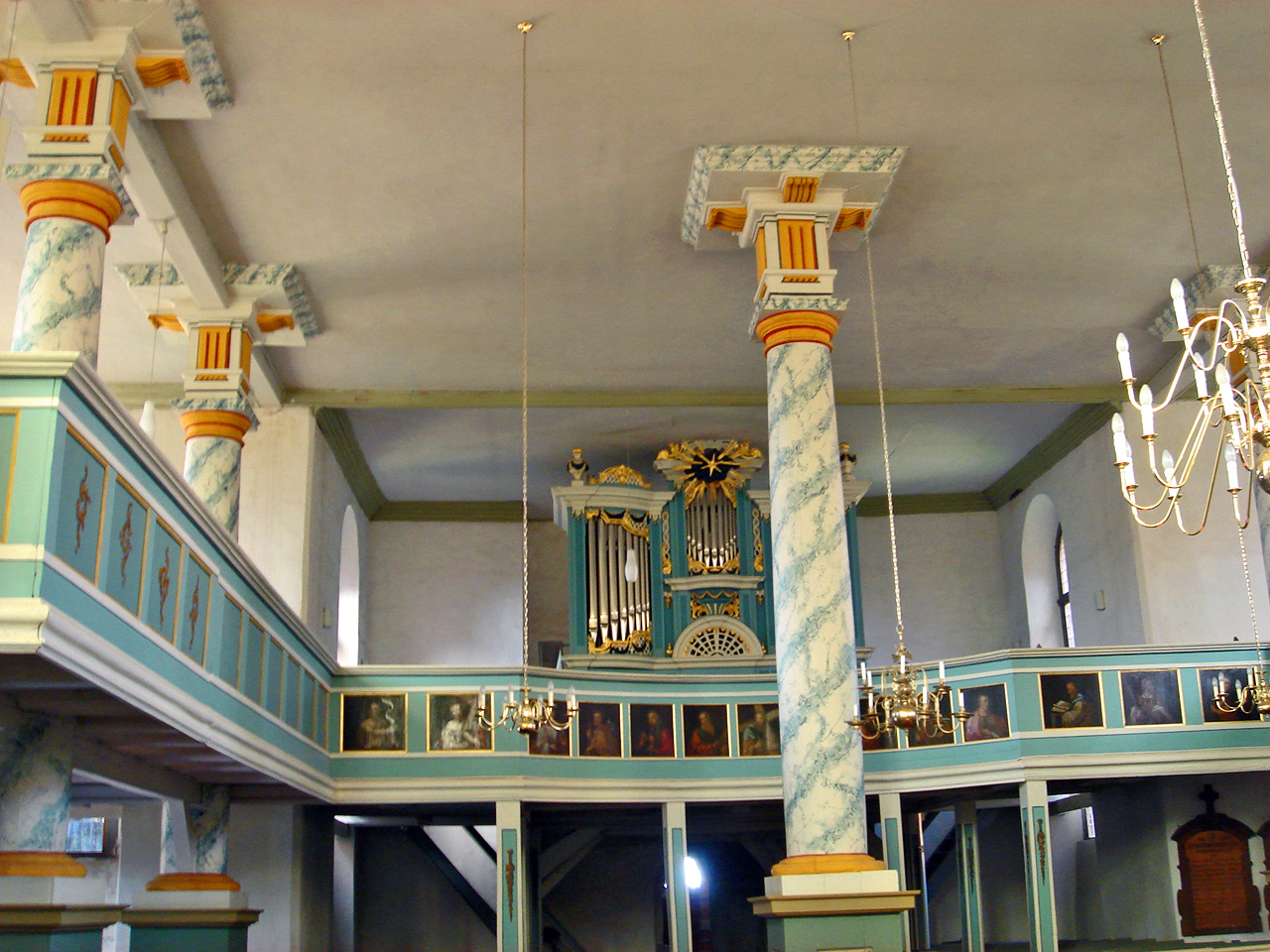
Blick nach Westen mit Orgel

## Die Kirche
Die Stadtkirche zu Stavenhagen wurde im 18. Jahrhundert erbaut. Ob es bis zur Reformationszeit eine Kirche oder Kapelle in der alten Burg der Stadt gab, ist nicht bekannt. Belegt ist aber eine ältere Kirche aus dem 13. Jahrhundert und ein Anbau an den alten Turm im Jahre 1601. Bis zur Reformation gab es einen Burgpfaffen in der Stadt.
Der Vorgängerbau der heutigen Kirche war ein Fachwerkbau. Im Dreißigjährigen Krieg wurde die alte Kirche mehrfach stark beschädigt. Trotz vielfacher Renovierungs- und Erneuerungsarbeiten war der Zustand des Gebäudes unbefriedigend, sodass man beschloss, eine neue Kirche zu bauen.
Es dauerte ein ganzes Jahrhundert, ehe die finanziellen Mittel für einen Neubau vorhanden waren. 1774 wurde die Fachwerkkirche abgerissen und am 16. Juli 1774 war die Grundsteinlegung für die jetzige Kirche. 1782 fand die Kirchweihe unter Pastor Knöchel statt. Der Kirchturm wurde erst 1790 fertig gestellt. In ihm befinden sich zwei Glocken.
Die Turmuhr wurde 1996 mit einem neuen Werk versehen.

## Innenraum
Die Kirche ist in Kreuzform angelegt und mit einer flachen Decke geschlossen. Das Altarbild zeigt „Die Auferstehung Christi“. Es stammt von Johann Hinrich Suhrland aus Ludwigslust und ist ein Geschenk des Großherzogs Friedrich Franz I. zur Kirchweihe.
Die Kanzel stammt aus der Vorgängerkirche. Im Stil der Renaissance erbaut, zeigt sie die vier Evangelisten. Die obere der ursprünglich zwei Emporen wurde 1970/71 bei Renovierungsarbeiten entfernt. 1978 konnten bei weiteren Arbeiten auf der unteren Empore die Bilder von Johannes dem Täufer, Jesus Christus und den Aposteln freigelegt werden. Ein kelchförmiger Taufstein und ein in den Jahren um 2015 restaurierter Taufengel stammen aus der Erbauungszeit.
Im Eingangsbereich der Kirche ist ein Marienaltar aus der Zeit des 14./15. Jahrhunderts zu besichtigen. Leider befindet er sich in einem schlechten Zustand. Die Orgel (elf Register, ein Manual und Pedal) wurde 1861 von Friedrich Hermann Lütkemüller erbaut. Der Orgelprospekt wurde 1780 von dem Orgelbauer Paul Schmidt aus Rostock gebaut. Die Prospektpfeifen aus Zinn wurden im Ersten Weltkrieg von der Heeresverwaltung beschlagnahmt, später wurden diese durch Zinkpfeifen ersetzt. 2009 und 2011 erfolgte eine technische Restaurierung und Rekonstruktion durch Andreas Arnold (Plau am See).

## Erneuerungen
In den Jahren 2007 bis 2013 ist die Orgel in mehreren Bauabschnitten grundlegend saniert und restauriert worden.
1912 wurde eine elektrische Lichtanlage eingebaut. Aus dieser Zeit stammt auch der Kronleuchter, der vor der Säule hängt und im Jahr 2007 wieder von einem Elektroleuchter zu einem Kerzenleuchter zurückgebaut wurde.
Der  Taufstein stammt aus der Zeit um 1900. 1959 wurde eine Fußplattenheizung eingebaut. Diese funktionierte aber nur wenige Jahre. Im Jahr 2007 wurde daher eine neue Sitzheizung eingebaut. In den Jahren 2013 und 2014 erfolgte eine grundlegende Sanierung des Kirchendaches.

## Pfarrer
- Melanie Dango: 2007–2019
- Kristian Herrmann: 2019-heute